# Global Village Telecom
Pour les articles homonymes, voir GVT.
Global Village Telecom (GVT) était une société de télécommunications brésilienne lancée à la fin de l’année 2000. C'est le premier opérateur alternatif de télécommunications au Brésil. Affichant un fort taux de croissance, il est l'opérateur haut débit brésilien le plus performant avec des solutions et des produits innovants dans la téléphonie fixe et l'Internet.
GVT a connu un développement rapide et continu depuis sa création. Il fait figure de leader dans les services de nouvelle génération que sont le haut et le très haut débit, les services Internet, la Voix sur IP et, depuis le second semestre 2011, la télévision à péage par satellite utilisant la technologie de la TV sur IP.
Implanté à Curitiba, dans l'État du Parana au Brésil, GVT est présent sur les plus grands marchés du Brésil et il poursuit sa stratégie de croissance en étendant la couverture de son réseau à de nouveaux marchés clés du pays.
La marque cesse d'exister en avril 2016.

## Histoire
La start-up GVT a été fondé au Brésil en 1998 et a été revendue en 2009 après à Vivendi pour 2.8 milliards d'euros ,.
Le 28 août 2014, Vivendi, qui détient à 99,17% l'entreprise, qu'elle possédait depuis 2009 annonce engager des négociations pour la cession de GVT au groupe espagnol Telefonica, se désengageant totalement des télécoms après les cessions de Maroc Telecom et de SFR.
En septembre 2014, Vivendi annonce la vente de GVT à Telefonica pour 7,2 milliards d'euros, soit 4,66 milliards en liquide, 7,4 % de Telefonica Brasil et une participation de 8,3 % de Telecom Italia ou une participation de 5,7 % de Telefonica. L'accord devrait être finalisé à la mi-2015.

## Produits et services
GVT offre des services d’accès à internet, de télévision payante et de téléphonie fixe.
La société propose des connexions Internet haut débit via l'ADSL, ADSL2 +, VDSL2 et les technologies FTTH.
Elle propose des contenus et des services Internet à travers le portail POP en ligne, en plus de services VoIP via VONO. En 2012, la société a également commencé à proposer des forfaits de télévision payante. 
GVT a été considérée comme proposant le meilleur haut débit brésilien pendant quatre années consécutives (2009-2012), par l’enquête ouverte effectuée par les lecteurs du magazine INFO et comme la meilleure entreprise de télécommunication par Isto É Magazine en 2013.  En outre, l'entreprise a remporté le Prix EXAME/IBCR du meilleur service à la clientèle dans la catégorie téléphonie fixe.
GVT fournit également les entreprises, à qui elle propose des solutions intégrées et des services gérés, y compris pour la téléphonie fixe, les systèmes de communication unifiée, les services Internet, ou les réseaux privés de données. 

## Couverture
GVT couvre désormais une zone qui englobe 20 états : Acre, Alagoas, Bahia, Ceará, Espírito Santo, Goiás, Minas Gerais, Mato Grosso do Sul, Mato Grosso, Paraíba, Paraná, Pernambuco, Rondônia, Rio Grande do Sul, Rio Grande do Norte, Santa Catarina, Sergipe, Tocantins, São Paulo et Rio de Janeiro, ainsi que le District Fédéral.

## GVT HDTV
GVT HDTV est disponible dans plus de 140 villes du Sud, du Sud-Est, du Midwest et du Nord-Est du Brésil. La société compte plus de 560 000 abonnés selon l’Anatel (Agence nationale des télécommunications du Brésil).
Elle propose un ensemble de chaînes en haute définition à tous les abonnés. GVT HDTV a renforcé son positionnement en améliorant sa performance et en déployant de nouvelles fonctionnalités. 